# Associazione Sportiva Libertas Trieste 1949-1950
Questa voce raccoglie le informazioni riguardanti l'Associazione Sportiva Libertas Trieste nelle competizioni ufficiali della stagione 1949-1950.

## Rosa
| N. |                   | Ruolo | Calciatore      |
| -- | ----------------- | ----- | --------------- |
|    | Italia (bandiera) | D     | A. Alzetta      |
|    | Italia (bandiera) | A     | Dino Antonini   |
|    | Italia (bandiera) | A     | Gerardo Bernard |
|    | Italia (bandiera) | A     | M. Borruso      |
|    | Italia (bandiera) | C     | L. Bubola       |
|    | Italia (bandiera) | C     | A. Helmersen    |
|    | Italia (bandiera) | A     | B. Iacobini     |
|    | Italia (bandiera) | D     | R. Locchi       |

| N. |                   | Ruolo | Calciatore    |
| -- | ----------------- | ----- | ------------- |
|    | Italia (bandiera) | D     | B. Marinelli  |
|    | Italia (bandiera) | A     | R. Perini     |
|    | Italia (bandiera) | C     | G. Poropat    |
|    | Italia (bandiera) | P     | P. Pugliese   |
|    | Italia (bandiera) | A     | G. Ulcigrai   |
|    | Italia (bandiera) | A     | M. Urbani     |
|    | Italia (bandiera) | c     | G. Vardabasso |